# ADAC GT Masters 2015
Sezon 2015 w ADAC GT Masters – dziewiąta edycja serii wyścigowej ADAC GT Masters. Sezon rozpoczął się 25 kwietnia na torze Oschersleben, a zakończył 4 października na Hockenheimringu, po rozegraniu 16 rund.

## Lista zgłoszeń
| Zespół                              | Samochód                  | Nr  | Kierowcy                   | Rundy     |
| ----------------------------------- | ------------------------- | --- | -------------------------- | --------- |
| C. Abt Racing                       | Audi R8 LMS ultra         | 1   | Kelvin van der Linde       | Wszystkie |
| C. Abt Racing                       | Audi R8 LMS ultra         | 1   | Stefan Wackerbauer         | Wszystkie |
| C. Abt Racing                       | Audi R8 LMS ultra         | 2   | Jordan Pepper              | Wszystkie |
| C. Abt Racing                       | Audi R8 LMS ultra         | 2   | Nicki Thiim                | Wszystkie |
| C. Abt Racing                       | Audi R8 LMS ultra         | 3   | Christer Jöns              | Wszystkie |
| C. Abt Racing                       | Audi R8 LMS ultra         | 3   | Andreas Weishaupt          | Wszystkie |
| Bentley Team HTP                    | Bentley Continental GT3   | 7   | Luca Stolz                 | Wszystkie |
| Bentley Team HTP                    | Bentley Continental GT3   | 7   | Jeroen Bleekemolen         | 1–4       |
| Bentley Team HTP                    | Bentley Continental GT3   | 7   | Vincent Abril              | 5         |
| Bentley Team HTP                    | Bentley Continental GT3   | 7   | Maximilian Buhk            | 6         |
| Bentley Team HTP                    | Bentley Continental GT3   | 7   | Tom Dillmann               | 7–8       |
| Bentley Team HTP                    | Bentley Continental GT3   | 8   | Fabian Hamprecht           | Wszystkie |
| Bentley Team HTP                    | Bentley Continental GT3   | 8   | Clemens Schmid             | Wszystkie |
| Šenkýř Motorsport                   | BMW Z4 GT3                | 12  | Lennart Marioneck          | 1–6, 8    |
| Šenkýř Motorsport                   | BMW Z4 GT3                | 12  | Jakub Knoll                | 1–2, 4–5  |
| Šenkýř Motorsport                   | BMW Z4 GT3                | 12  | Samuel Sladecka            | 3         |
| Šenkýř Motorsport                   | BMW Z4 GT3                | 12  | Markus Palttala            | 6         |
| Šenkýř Motorsport                   | BMW Z4 GT3                | 12  | Michael Joos               | 8         |
| RWT Racing Team                     | Corvette Z06.R GT3        | 13  | Sven Barth                 | 1–5, 7–8  |
| RWT Racing Team                     | Corvette Z06.R GT3        | 13  | Remo Lips                  | 1–5, 7–8  |
| Lambda Performance                  | Ford GT GT3               | 14  | Frank Kechele              | 8         |
| Lambda Performance                  | Ford GT GT3               | 14  | Nico Verdonck              | 8         |
| YACO Racing                         | Audi R8 LMS ultra         | 16  | Rahel Frey                 | Wszystkie |
| YACO Racing                         | Audi R8 LMS ultra         | 16  | Philip Geipel              | Wszystkie |
| BMW Sports Trophy Team Schubert     | BMW Z4 GT3                | 19  | Claudia Hürtgen            | Wszystkie |
| BMW Sports Trophy Team Schubert     | BMW Z4 GT3                | 19  | Jesse Krohn                | 1         |
| BMW Sports Trophy Team Schubert     | BMW Z4 GT3                | 19  | Uwe Alzen                  | 2–7       |
| BMW Sports Trophy Team Schubert     | BMW Z4 GT3                | 19  | Niklas Mackschin           | 8         |
| BMW Sports Trophy Team Schubert     | BMW Z4 GT3                | 80  | Dominik Baumann            | Wszystkie |
| BMW Sports Trophy Team Schubert     | BMW Z4 GT3                | 80  | Jens Klingmann             | 1–7       |
| BMW Sports Trophy Team Schubert     | BMW Z4 GT3                | 80  | Bruno Spengler             | 8         |
| Team Zakspeed                       | Mercedes-Benz SLS AMG GT3 | 21  | Sebastian Asch             | Wszystkie |
| Team Zakspeed                       | Mercedes-Benz SLS AMG GT3 | 21  | Luca Ludwig                | Wszystkie |
| MRS GT-Racing                       | Nissan GT-R GT3           | 22  | Dominic Jöst               | Wszystkie |
| MRS GT-Racing                       | Nissan GT-R GT3           | 22  | Florian Scholze            | Wszystkie |
| MRS GT-Racing                       | Nissan GT-R GT3           | 23  | Marc Gassner               | Wszystkie |
| MRS GT-Racing                       | Nissan GT-R GT3           | 23  | Florian Strauss            | Wszystkie |
| kfzteile24 MS Racing                | Audi R8 LMS ultra         | 24  | Marc Basseng               | Wszystkie |
| kfzteile24 MS Racing                | Audi R8 LMS ultra         | 24  | Florian Stoll              | Wszystkie |
| kfzteile24 MS Racing                | Audi R8 LMS ultra         | 100 | Daniel Dobitsch            | Wszystkie |
| kfzteile24 MS Racing                | Audi R8 LMS ultra         | 100 | Edward Sandström           | Wszystkie |
| Reiter Engineering                  | Chevrolet Camaro GT3      | 25  | Oliver Gavin               | 1         |
| Reiter Engineering                  | Chevrolet Camaro GT3      | 25  | Tomáš Enge                 | 1         |
| Reiter Engineering                  | Lamborghini Gallardo R-EX | 25  | Tomáš Enge                 | 2, 6–7    |
| Reiter Engineering                  | Lamborghini Gallardo R-EX | 25  | David Russell              | 2–3       |
| Reiter Engineering                  | Lamborghini Gallardo R-EX | 25  | Steve Owen                 | 3         |
| Reiter Engineering                  | Lamborghini Gallardo R-EX | 25  | Albert von Thurn und Taxis | 6         |
| Reiter Engineering                  | Lamborghini Gallardo R-EX | 25  | Jaap van Lagen             | 7         |
| Reiter Engineering                  | Lamborghini Gallardo R-EX | 88  | Nick Catsburg              | 7         |
| Reiter Engineering                  | Lamborghini Gallardo R-EX | 88  | Albert von Thurn und Taxis | 7         |
| Car Collection Motorsport           | Mercedes-Benz SLS AMG GT3 | 33  | Alexander Mattschull       | 5         |
| Car Collection Motorsport           | Mercedes-Benz SLS AMG GT3 | 33  | Renger van der Zande       | 5         |
| GW IT Racing Team Schütz Motorsport | Porsche 911 GT3 R         | 36  | Klaus Bachler              | Wszystkie |
| GW IT Racing Team Schütz Motorsport | Porsche 911 GT3 R         | 36  | Christian Engelhart        | 1, 8      |
| GW IT Racing Team Schütz Motorsport | Porsche 911 GT3 R         | 36  | Philipp Eng                | 2         |
| GW IT Racing Team Schütz Motorsport | Porsche 911 GT3 R         | 36  | Martin Ragginger           | 3–7       |
| HP Racing                           | Mercedes-Benz SLS AMG GT3 | 42  | Harald Proczyk             | Wszystkie |
| HP Racing                           | Mercedes-Benz SLS AMG GT3 | 42  | Andreas Simonsen           | 1–2, 4, 6 |
| HP Racing                           | Mercedes-Benz SLS AMG GT3 | 42  | Bernd Schneider            | 3, 5, 7–8 |
| Grasser Racing Team                 | Lamborghini Huracán GT3   | 63  | Mirko Bortolotti           | 2         |
| Grasser Racing Team                 | Lamborghini Huracán GT3   | 63  | Adrian Zaugg               | 2         |
| Callaway Competition                | Corvette Z06.R GT3        | 66  | Daniel Keilwitz            | Wszystkie |
| Callaway Competition                | Corvette Z06.R GT3        | 66  | Andreas Wirth              | Wszystkie |
| Callaway Competition                | Corvette Z06.R GT3        | 69  | Patrick Assenheimer        | Wszystkie |
| Callaway Competition                | Corvette Z06.R GT3        | 69  | Diego Alessi               | 1–7       |
| Callaway Competition                | Corvette Z06.R GT3        | 69  | Andreas Simonsen           | 8         |
| Tonino Team Herberth                | Porsche 911 GT3 R         | 99  | René Bourdeaux             | 3         |
| Tonino Team Herberth                | Porsche 911 GT3 R         | 99  | Alfred Renauer             | 3         |
| Rowe Racing                         | Mercedes-Benz SLS AMG GT3 | 99  | Nico Bastian               | 5         |
| Rowe Racing                         | Mercedes-Benz SLS AMG GT3 | 99  | Stef Dusseldorp            | 5         |

## Kalendarz wyścigów
| Runda | Runda | Tor                           | Data           | Pole Position                       | Zwycięzca                               |
| ----- | ----- | ----------------------------- | -------------- | ----------------------------------- | --------------------------------------- |
| 1     | W1    | Motorsport Arena Oschersleben | 26 kwietnia    | Bentley Team HTP                    | GW IT Racing Team Schütz Motorsport     |
| 1     | W1    | Motorsport Arena Oschersleben | 26 kwietnia    | Jeroen Bleekemolen Luca Stolz       | Klaus Bachler Christian Engelhart       |
| 1     | W2    | Motorsport Arena Oschersleben | 26 kwietnia    | Bentley Team HTP                    | Bentley Team HTP                        |
| 1     | W2    | Motorsport Arena Oschersleben | 26 kwietnia    | Jeroen Bleekemolen Luca Stolz       | Jeroen Bleekemolen Luca Stolz           |
| 2     | W1    | Red Bull Ring                 | 6 czerwca      | GW IT Racing Team Schütz Motorsport | Reiter Engineering                      |
| 2     | W1    | Red Bull Ring                 | 6 czerwca      | Klaus Bachler Philipp Eng           | Tomáš Enge David Russell                |
| 2     | W2    | Red Bull Ring                 | 7 czerwca      | Reiter Engineering                  | Grasser Racing Team                     |
| 2     | W2    | Red Bull Ring                 | 7 czerwca      | Tomáš Enge David Russell            | Mirko Bortolotti Adrian Zaugg           |
| 3     | W1    | Circuit de Spa-Francorchamps  | 20 czerwca     | Team Zakspeed                       | BMW Sports Trophy Team Schubert         |
| 3     | W1    | Circuit de Spa-Francorchamps  | 20 czerwca     | Sebastian Asch Luca Ludwig          | Dominik Baumann Jens Klingmann          |
| 3     | W2    | Circuit de Spa-Francorchamps  | 21 czerwca     | HP Racing                           | Team Zakspeed                           |
| 3     | W2    | Circuit de Spa-Francorchamps  | 21 czerwca     | Harald Proczyk Bernd Schneider      | Sebastian Asch Luca Ludwig              |
| 4     | W1    | EuroSpeedway Lausitz          | 4 lipca        | GW IT Racing Team Schütz Motorsport | BMW Sports Trophy Team Schubert         |
| 4     | W1    | EuroSpeedway Lausitz          | 4 lipca        | Klaus Bachler Martin Ragginger      | Dominik Baumann Jens Klingmann          |
| 4     | W2    | EuroSpeedway Lausitz          | 5 lipca        | Team Zakspeed                       | Team Zakspeed                           |
| 4     | W2    | EuroSpeedway Lausitz          | 5 lipca        | Sebastian Asch Luca Ludwig          | Sebastian Asch Luca Ludwig              |
| 5     | W1    | Nürburgring                   | 15 sierpnia    | GW IT Racing Team Schütz Motorsport | kfzteile24 MS Racing                    |
| 5     | W1    | Nürburgring                   | 15 sierpnia    | Klaus Bachler Martin Ragginger      | Daniel Dobitsch Edward Sandström        |
| 5     | W2    | Nürburgring                   | 16 sierpnia    | GW IT Racing Team Schütz Motorsport | kfzteile24 MS Racing                    |
| 5     | W2    | Nürburgring                   | 16 sierpnia    | Klaus Bachler Martin Ragginger      | Marc Basseng Florian Stoll              |
| 6     | W1    | Sachsenring                   | 29 sierpnia    | BMW Sports Trophy Team Schubert     | BMW Sports Trophy Team Schubert         |
| 6     | W1    | Sachsenring                   | 29 sierpnia    | Uwe Alzen Claudia Hürtgen           | Dominik Baumann Jens Klingmann          |
| 6     | W2    | Sachsenring                   | 30 sierpnia    | GW IT Racing Team Schütz Motorsport | C. Abt Racing                           |
| 6     | W2    | Sachsenring                   | 30 sierpnia    | Klaus Bachler Martin Ragginger      | Kelvin van der Linde Stefan Wackerbauer |
| 7     | W1    | Circuit Park Zandvoort        | 19 września    | GW IT Racing Team Schütz Motorsport | Team Zakspeed                           |
| 7     | W1    | Circuit Park Zandvoort        | 19 września    | Klaus Bachler Martin Ragginger      | Sebastian Asch Luca Ludwig              |
| 7     | W2    | Circuit Park Zandvoort        | 20 września    | BMW Sports Trophy Team Schubert     | BMW Sports Trophy Team Schubert         |
| 7     | W2    | Circuit Park Zandvoort        | 20 września    | Dominik Baumann Jens Klingmann      | Dominik Baumann Jens Klingmann          |
| 8     | W1    | Hockenheimring                | 3 października | Bentley Team HTP                    | YACO Racing                             |
| 8     | W1    | Hockenheimring                | 3 października | Luca Stolz Tom Dillmann             | Rahel Frey Philip Geipel                |
| 8     | W2    | Hockenheimring                | 4 października | Lambda Performance                  | C. Abt Racing                           |
| 8     | W2    | Hockenheimring                | 4 października | Frank Kechele Nico Verdonck         | Jordan Pepper Nicki Thiim               |